# Wealden
Wealden é um distrito do governo local de East Sussex, Inglaterra.